# Université des sciences appliquées Novia
L'Université des sciences appliquée Novia (finnois : Ammattikorkeakoulu Novia, suédois : Yrkeshögskolan Novia) est une université de la région de l'Uusimaa en Finlande. 

## Présentation
L'université est créée, par la fusion en 2008, de l'école polytechnique Sydväst et de l'école polytechnique suédoise.

## Services

### Bibliothèque universitaire
La bibliothèque scientifique Tritonia est  partagée par l'université avec les autres institutions académiques de la ville.

### Laboratoire Technobothnia
Le laboratoire Technobothnia, est partagé avec l'Université de Vaasa et l'Université des sciences appliquées de Vaasa.